# FK Crvena stijena
FK Crvena stijena (crnogorski: ФК Црвена стијена) nogometni je klub iz Tološa, predgrađa Podgorice, Crna Gora.

U sezoni 2024./25. natječe se u središnjoj skupini trećeg crnogorskog nogometne lige.

## O klubu
Klub je osnovan 1938. godine, kao sportsko društvo podgoričkog naselja Tološi. Ime je dobio po brdu Crvena stijena.
Prvi značajniji uspjeh postigao je u sezoni 1968./69., prvim sudjelovanjem u Crnogorskoj republičkoj ligi (treći rang). Nakon dvije sezone momčad ispada u Regionalnu ligu (četvrti rang), gdje je provela 12 uzastopnih sezona. U sezoni 1981./82. osvaojio je naslov prvaka Regionalne lige, čime se vraća u Republičku ligu.
Sljedećih desetljeća momčad je uglavnom igrala u crnogorskoj republičkoj ligi, uz rijetka ispadanja u niži rang natjecanja. Najbolje rezultate u Republičkoj ligi momčad je postigla u sezonama 1999./00., 2002./03. i 2003./04., završivši na trećem mjestu, ali bez promocije u Drugu ligu.
Tijekom 1990-ih klub je napravio prve uspjehe u Republičkom kupu Crne Gore. Igrao je finale Kupa 1994./95. protiv Mornara, čime je prvi put stekao sudjelovanje u Kupu Jugoslavije (1995./96.). No, zapaženi rezultati u Republičkom kupu Crne Gore postignuti su u sezonama 2004./05. i 2005./06., kada je klub osvojio kup. Dvaput je igrao u Kupu Srbije i Crne Gore – i napravio velika iznenađenja. U prvoj utakmici Kupa Srbije i Crne Gore 2004./05., eliminirao je prvoligaša FK Zemun (1:0), ali je poražen na jedanaesterce u osmini finala od FK Radnički Pirot (1:1 – 1:3). Sljedeće sezone napravio je još jedno veliko iznenađenje eliminiravši FK Vojvodinu (2:0) u prvoj utakmici. U osmini finala poraženi su od FK Smederevo (0:4).
Nakon osamostaljenja Crne Gore, klub je postao član prve sezone Druge lige Crne Gore.

Nakon četiri uzastopne sezone u Drugoj ligi, ispao je u Treću ligu Crne Gore nakon sezone 2009./10. U sezoni 2010. i 2013. osvojio je Kup srednje regije i sudjelovao u Kupu Crne Gore, ali bez značajnijih uspjeha.

## Uspjesi
- Republički kup Crne Gore
  - 2004./05., 2005./06.

## Poznati igrači
- Branko Brnović
- Nikola Mirotić (prije nego što je počeo igrati košarku igrao je za mlađe kategorije FK Crvena stijena)[7]
- Aleksa Bečić
- Đorđije Ćetković

## Vanjske poveznice
- Profil na srbijasport.net